# Доленє Сушиці
Доленє Сушиці (словен. Dolenje Sušice) — поселення в общині Доленьське Топлице, регіон Південно-Східна Словенія, Словенія. Висота над рівнем моря: 195,3 м.